# سكوت بيرلي
سكوت بيرلي (بالإنجليزية: Scott Burley)‏ هو لاعب كرة قدم أمريكية أمريكي، ولد في 2 يناير 1986.